# Campoplex litoreus
Campoplex litoreus là một loài tò vò trong họ Ichneumonidae.